# Scarlet Moon
Scarlet Moon de Chevalier, conocida simplemente como Scarlet Moon (Río de Janeiro, 12 de septiembre de 1950 — ibídem, 5 de junio de 2013), fue una periodista, actriz y escritora brasileña.

## Vida personal
Estuvo casada con el popular cantante brasileño Lulu Santos durante 28 años. Tuvo tres hijos: Gabriela, Christovam y Theodora, de relaciones anteriores al casamento con Lulu Santos, quien ayudó a criarlos. También tuvo dos nietos.
La cantante Rita Lee compuso la canción «Scarlet Moon» en su homenaje y además fue grabada por Lulu en su exitoso álbum Tempos Modernos de 1982. También fue citada en la letra de la canción «Língua», de Caetano Veloso, perteneciente al álbum Velô, de 1984.

## Carrera
Trabajó en varias emisoras de televisión, destacándose principalmente en los ciclos Fantástico y en Jornal Hoje, ambos de la Rede Globo, durante la década de 1970. También trabajó en teatro y en cine, en las películas Até Que o Casamento Nos Separe (1968), Quando o Carnaval Chegar (1972), Quilombo (1984), O Cinema Falado (1986), Filhas de Iemanjá (1995) y A Marca do Terrir (2005).
En los años 1980, fue presentadora del programa de entrevistas Noites Cariocas, de la Rede Record, junto a Nelson Motta. Publicó dos libros en la década de 1990: Areias escaldantes y Dr Roni e Mr Quito: a vida do amado e temido boêmio de Ipanema, una biografía sobre su hermano, Ronald de Chevalier. Desde 1996, participaba de la columna "Abalo", del diario O Globo para la zona sur.

## Fallecimiento
Scarlet sufrió durante diez años de síndrome de Shy-Drager y no pudo resistir a un paro cardiorrespiratorio. Murió el 5 de junio de 2013, poco después de la medianoche, en su casa.

Foram dez anos de muita luta. Os últimos três anos foram bem complicados. Ela foi uma guerreira e foi descansar. O que fica é o bom humor dela, o jeito que ela encarava a vida, ela foi uma guerreira, uma ministra bacanérrima e foi um prazer inenarrável ser filha dela.
Fueron diez años de mucha lucha. Los últimos tres años fueron muy complicados. Ella fue una guerrera y se fue a descansar. Lo que queda es el buen humor de ella, la forma en la que encaraba la vida, ella fue una guerrera, una ministra hermosa y fue un placer indescriptible ser su hija.
Teodora Chavalier, hija de Scarlet en una entrevista.